# Minto (Einkaufszentrum)
Das Minto ist ein 2015 eröffnetes Einkaufszentrum an der Hindenburgstraße in der Mönchengladbacher Innenstadt. Mit 104 Geschäften auf 26.000 m² Verkaufsfläche gehört es zu den mittelgroßen Einkaufszentren in Deutschland und gilt als das erste Vier-Sterne-Shoppingcenter. Eigentümer und Betreiber ist die aus der Essener mfi (Management für Immobilien) AG hervorgegangene Unibail-Rodamco-Westfield Germany mit Sitz in Düsseldorf. Der Name Minto geht auf einen Namenswettbewerb zurück und bedeutet im niederrheinischen (limburgischen) Dialekt meins.

## Angebot
Auf vier Ebenen gibt es im Minto bis zu 104 Geschäfte sowie 22 Gastronomiebetriebe wie beispielsweise Vapiano oder Subway, die teilweise im Mintos Deli mit Showküche um thematisch gestaltete Speisebereiche gruppiert sind oder über Außenbereiche verfügen. Zu den Serviceangeboten gehören eine Rezeption mit dreisprachigen Hostessen, intuitive Leitsysteme, Ruhezonen, Babylounges mit Still- und Wickelräumen sowie ein zentraler Spielbereich für Kinder. Bekannte Handelsketten wie Sportscheck, Deichmann, New Yorker, H&M, s.Oliver, Nanu-Nana und Saturn bilden neben Anderen einen für Einkaufszentren typischen Angebotsmix. Darüber hinaus gibt es Filialen von Rewe, dm, Müller und einen Borussia-Mönchengladbach-Fanshop sowie seit März 2020 eine Filiale der Cafékette Starbucks. Des Weiteren gibt es jeweils einen Geldautomaten von der Stadtsparkasse sowie von der Volksbank Mönchengladbach. Im gesamten Center besteht freier WiFi-Zugang und es gibt Aufladestationen für iPhones und iPads, Elektroautos sowie E-Bikes. Auf den beiden Parkdecks finden sich 600 Parkplätze (davon 13 Familien-Parkplätze) und zusätzlich 305 Parkplätze im benachbarten Parkhaus sowie Fahrradstellplätze vor dem Gebäude.

## Geschichte

### Vorgeschichte
Auf dem ca. 14.000 m² großen Gelände des heutigen Minto zwischen Steinmetz- und Hindenburgstraße befanden sich das 1959 eröffnete Stadttheater, das Iduna-Hochhaus sowie zwei Einkaufszentren: die Anfang November 1993 eröffnete Theatergalerie und der 1949/50 erbaute Lichthof, die erste nach dem Krieg erbaute glasüberdachte Ladenpassage in Deutschland und eine der ersten überdachten Ladenpassagen Deutschlands überhaupt. Stadttheater und Iduna-Hochhaus gehörten zusammen mit dem gegenüberliegenden Sonnenhaus und dem Theaterplatz zu einem stadthistorisch bedeutenden Ensemble aus den 1960er Jahren. Ab 1996 versuchte die Stadt, sich mit dem Musical Gambler als Musical-Stadt zu etablieren. Das zwischenzeitlich geschlossene Stadttheater wurde hierzu zur Musical-Bühne umfunktioniert. Im Juni 1998 wurde der Musical-Betrieb mangels Erfolg wieder eingestellt, seitdem war das Stadttheater den Großteil der Zeit ungenutzt. Zur Jahrtausendwende genügte die vorhandene Bebauung an der Hindenburgstraße nicht mehr den Anforderungen an moderne Einzelhandelsflächen und es gab erhebliche Leerstände. Selbst die Gewerbeflächen in der neuen Theatergalerie waren nie voll vermietet.
Bereits mit der Satzung vom 2. Februar 2006 sicherte sich die Stadt Mönchengladbach die Vorkaufsrechte für die Grundstücke rund um das ehemalige Schauspielhaus. Auf Basis des im Juni 2007 vom Rat der Stadt genehmigten Nahversorgungs- und Zentrenkonzeptes präsentierte die zum Otto Konzern gehörende Hamburger ECE Projektmanagement Pläne für den Neubau eines Handels- und Dienstleistungszentrums (HDZ) an der Hindenburgstraße unter dem Namen Neue Mitte Mönchengladbach. Die Entwürfe sahen eine Bebauung über die Steinmetzstraße in das Gründerzeitviertel hinein mit 28.000 m² Verkaufsfläche vor. Die ECE hatte sich dazu bereits das Vorkaufsrecht für das alte Finanzamt vom Land Nordrhein-Westfalen gesichert. Auch die Eigentümer der Lichthof-Passage stellten 2008 ein Bauvoranfrage für eine Erweiterung auf 6000 m² durch eine neu zu bauende Markthalle. Die Stadt gab bei der Gesellschaft für Markt- und Absatzforschung (GmA) eine erste Auswirkungsanalyse in Auftrag und die Entwicklungsgesellschaft der Stadt (EWMG) startete zum Verkauf der städtischen Grundstücke eine europaweite Ausschreibung für ein Einkaufszentrum mit einer Gesamtverkaufsfläche zwischen 15.000 und 29.000 m².
Nachdem die Essener Management für Immobilien AG (mfi) bereits Kaufoptionen für die Theatergalerie der Schweizer Ziag-Gruppe sowie für den Lichthof hatte, entwickelte sie unter dem Projektnamen Mönchengladbach Arcaden eine Alternative für eine Bebauung, welche nur zwischen Steinmetz- und Hindenburgstraße verlaufen sollte. Zum 15. September 2009 endete die Abgabefrist für die Pläne zum neuen HDZ. ECE und mfi reichten Pläne ein, zwei anfangs Interessierte (die Sierra Developments Germany und die Bietergemeinschaft Concepta/Westdeutsche Immobilienbank) reichten nichts ein. Den Zuschlag durch den Rat der Stadt Mönchengladbach bekam Ende 2009 das Konzept der mfi, welches geringere zusätzliche Handelsflächen aufwies und bei dem ca. 11 Mio. Euro Investitionskosten einer bei dem ECE-Konzept vorgesehenen Untertunnelung der Steinmetzstraße für die Stadt entfallen würden. Die Pläne von ECE fanden von Beginn an relativ wenig Zuspruch. Auch genügte nur die mfi durch ihre Kaufoptionen als Bieter europäischem Vergaberecht.

### Planungsphase
Im Januar 2011 beauftragte die Stadt Mönchengladbach eine neue Auswirkungsanalyse auf Grundlage der Eckdaten der neuen Planung durch die GmA, welche zu dem Ergebnis kam, dass das geplante Projekt einen Anstieg der Kundenfrequenz erzeugen werde, von dem auch angrenzender Einzelhandel profitieren könne. In der Sitzung des Planungs- und Bauausschusses vom 17. Mai 2011 zur Aufstellung des erforderlichen Bebauungsplanes wurde eine hohe Architekturqualität ohne langweilige Fassaden gefordert. Darüber hinaus wurde eine Neuinterpretation der wichtigen städtebauliche Funktion des abzureißenden Iduna-Hochhauses als Abgrenzung des Theatervorplatzes sowie eine Gelenkfunktion für die obere Hindenburgstraße für den Neubau verlangt. Diese Forderungen wurden auch von der Architektenschaft Mönchengladbach, einem Verein aus 37 ortsansässigen Architekten, unterstützt.
Auf Basis der im Planungsausschuss aufgestellten städtebaulichen Leitgedanken zur Stadtbildprägung: Vervollständigung und Aufwertung der Fußgängerzone, Integration des Baukörpers des Handels- und Dienstleistungszentrums in die vorhandene städtebauliche Struktur und Schaffung eines neuen innerstädtischen Trittsteins zwischen Altem Markt und Europaplatz, initiierte die mfi in Abstimmung mit der Stadt Mönchengladbach einen architektonischen Wettbewerb über die Fassadenabwicklung. Die Koordination übernahm Faltin + Sattler aus Düsseldorf. Die Preisgerichtssitzung, bei der das Aachener Büro kadawittfeldarchitektur GmbH als Sieger hervorging, fand am 20. Mai 2011 statt.
Die Beteiligung der Öffentlichkeit erfolgte ab Sommer 2011 mit der öffentlichen Auslegung des Planentwurfs, wobei auch die Nachbarstädte Korschenbroich und Jüchen informiert wurden, die zunächst keine Bedenken erhoben. Die mfi als Bauherr richtete einen öffentlichen Showroom im alten Finanzamt zur Projektvorstellung ein und organisierte Informationsveranstaltungen. In den Folgemonaten gingen 86 Anregungen und 18 Stellungnahmen ein; sechs von ihnen waren Gegenstand eines Anhörungstermins der Kommission des Planungs- und Bauausschusses. Auch die Stadt Korschenbroich meldete letztendlich Bedenken an. Am 21. März 2012 wurde der für das Projekt aufgestellte Bebauungsplan 720/Nord vom Rat der Stadt genehmigt und ein städtebaulicher Vertrag mit dem Investor mfi unterzeichnet, in dem unter anderem wesentliche Punkte zu den Erschließungsanlagen, zur Verkehrsinfrastruktur und der Fassadengestaltung verbindlich vereinbart wurden.
Für die Nutzung entwickelte die mfi unter dem Titel Vier-Sterne-Shopping ein neuartiges Konzept, bei dem den Kunden ein multisensorisches Einkaufserlebnis sowie ein erhöhter Service in Anlehnung an die Vier-Sterne-Hotellerie geboten werden soll. Es sollte dadurch dem identifizierten Bedürfnis der Kunden nach Beratung, Service und genussvollen Erlebnissen Rechnung getragen und so Kunden überregional bis ins niederländische Grenzgebiet hinein erreicht werden. Der Katalog, der die verschiedenen Services definiert, umfasst über 600 Kriterien. Mit der Realisierung eines auf diese Leitmotive abgestimmten Innendesigns wurde das Düsseldorfer Designstudio kplus konzept beauftragt.
Die Finanzierung war ab Mai 2012 gesichert. Die Deutsche Hypothekenbank sowie die Bayerische Landesbank stellten der mfi für den Bau der Mönchengladbach-Arcaden 144,5 Mio. Euro in Form eines Club Deals zur Verfügung. Zeitgleich akquirierte die mfi die ersten Ankermieter und bot den Bestandsmietern von Lichthof und Theatergalerie einen Umzug in das neue Einkaufszentrum mit Zwischenlösung an.

### Bauphase
Gegenüber der Baustelle errichtete die mfi auf dem Theaterplatz vor dem Sonnenhaus zunächst eine zweigeschossige Halle mit 2000 m² Nutzfläche. Sie diente als Interimslösung für die Mieter von Lichthof und Theatergalerie, die mit in das neue Einkaufszentrum ziehen wollten. Zu den Mietern zählten unter anderem Sport Scheck, die Bäckerei Kamps, WMF sowie die Mayersche Buchhandlung. Die provisorische Einkaufshalle erhielt den Namen Vis a Vis und wurde am 4. Oktober 2012 eröffnet. Parallel wurden die für den Abriss vorgesehenen Gebäude komplett geräumt.
Ab Herbst 2012 riss das mit dem Rückbau beauftragte Unternehmen Prangenberg & Zaum die Einkaufspassage Lichthof, die Theatergalerie und das Stadttheater ab. Am 26. November 2012 begannen die Abbrucharbeiten am 30 Meter hohen Iduna-Hochhaus; hierbei kam es zu Problemen mit Asbestbelastungen. Am 6. Dezember 2012 wurde die Baugenehmigung für den Neubau erteilt. Die feierliche Grundsteinlegung erfolgte am 28. Juni 2013 im Beisein des damaligen Mönchengladbacher Oberbürgermeisters Norbert Bude.
Vom 5. bis zum 19. Februar 2014 wurde in einem Namenswettbewerb der endgültige Name des Einkaufszentrums gesucht. Unter 2190 Einsendungen wählte eine Jury die besten zehn Namen aus, unter denen die Mönchengladbacher ihre Favoriten auswählen konnten. Schließlich wählte die Jury aus den drei meist genannten Namen Minto, was beim Richtfest im April 2014 bekannt gegeben wurde. Der Begriff geht auf den Ausdruck Dat is min to (das ist mein zu) einer in Mönchengladbach gesprochenen niederrheinischen Mundart zurück und bedeutet besitzanzeigend meins. Das für den neuen Namen entwickelte Logo wurde im Dezember 2014 vorgestellt. Ende Januar 2015 wurde mit Beschluss der Bezirksvertretung Mönchengladbach-Nord der Name eines neben dem Minto befindlichen Teilstückes der Viersener Straße geändert. Auf Wunsch des Investors mfi heißt sie nun Am Minto.

### Betrieb

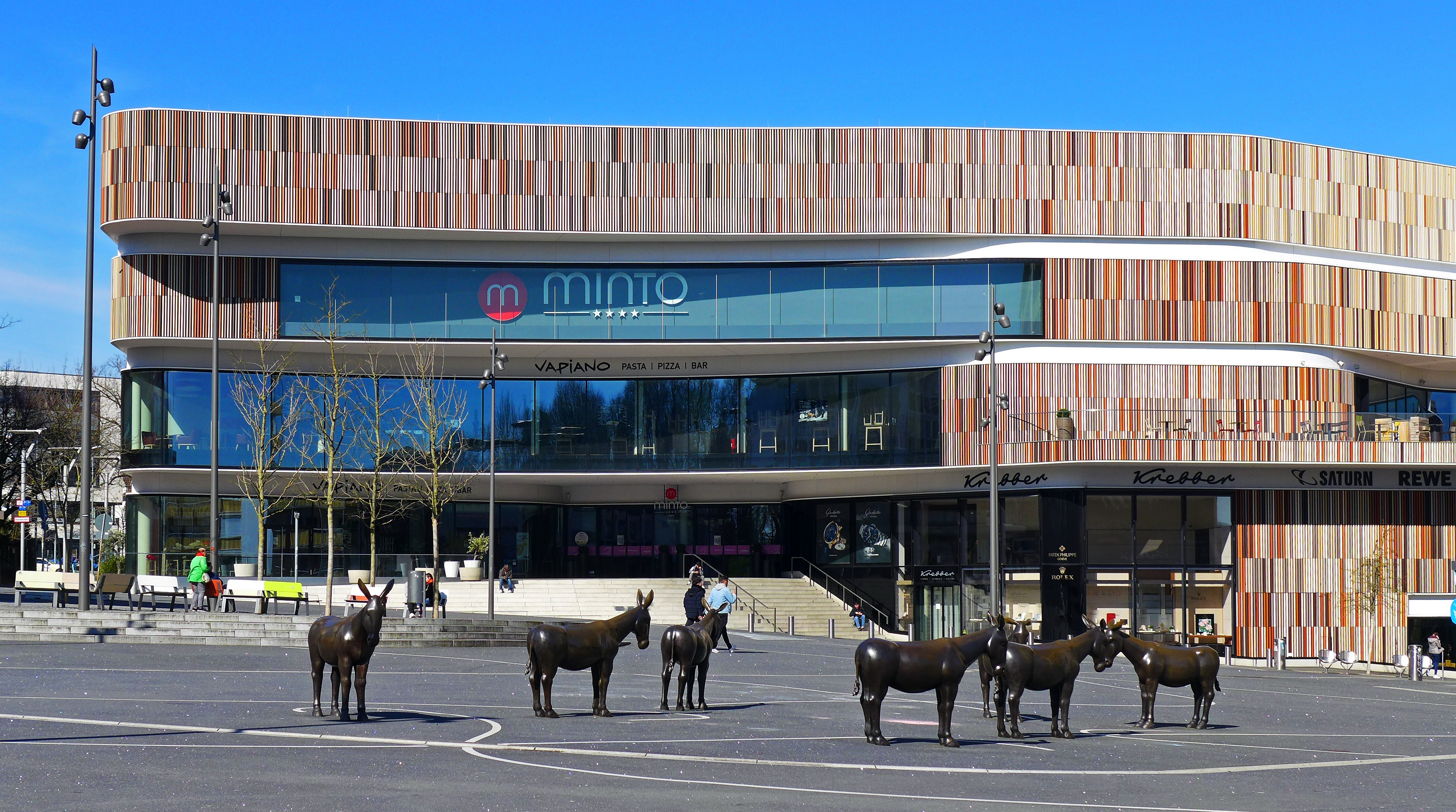
Minto-Fassade zum Sonnenhausplatz mit Skulpturengruppe Seven Donkeys

Die Einweihung fand am 25. März 2015 statt. Gedacht wurde hierbei auch der Opfer des Germanwings-Flug 9525. Drei erwartete Gäste, Mitarbeiter von Desigual und Mango, waren bei dem Absturz ums Leben gekommen. Nach einer Pressekonferenz gab es einen Eröffnungsempfang mit rund 800 geladenen Gästen. Anschließend durften 3000 ausgewählte Besucher, die sich zuvor im Internet bewerben konnten, von 19.30 bis 23 Uhr bei einem Pre-Opening exklusiv einkaufen. Dabei traten DJ Noah Becker und Sternekoch Nelson Müller auf. Offiziell öffnete das Minto zum ersten Mal am 26. März 2015 um 8 Uhr.
Nachdem die französische Unibail-Rodamco bereits 2014 die Essener mfi AG übernommen hatte, wurde diese im August 2015 umfirmiert in Unibail-Rodamco Germany GmbH. Zeitgleich begann man mit dem Bau eines zusätzlichen Geschäftshauses für Büros, Praxen und Gastronomie neben dem Einkaufszentrum. Nach Eröffnung des neuen Einkaufszentrums und Demontage des Vis a Vis begann die Stadt mit den Bauarbeiten für den neuen Sonnenhausplatz, der an gleicher Stelle den alten Theaterplatz ersetzt. Hierzu finanzierte Unibail-Rodamco die Skulpturengruppe Seven Donkeys der US-amerikanische Bildhauerin Rita McBride.
Am letzten Samstag vor Weihnachten des Jahres 2015 wurde das Gebäude nach einem Feueralarm geräumt. Das war der Höhepunkt einer Serie von Fehlalarmen, die mehrfach Thema medialer Berichterstattung waren und deren Ursache Ende Januar 2016 durch Einbau neuer Sensoren behoben wurde. Mit den „Minto Days“ vom 26. März bis 2. April 2016 feierte man das einjährige Bestehen. Das Minto war damals bereits von über 8 Millionen Menschen besucht worden.

## Veranstaltungen
- Im September 2015 suchte das Minto seine eigene Shopping-Queen. Die Gewinnerin durfte als Kandidatin an der gleichnamigen Show mit Guido Maria Kretschmer des Fernsehsenders VOX teilnehmen.[38]
- Zur Karnevalssession 2016 wurde das Prinzenpaar der Stadt Mönchengladbach bei einer Veranstaltung im Minto mit Schokolade aufgewogen.[39]

## Architektur

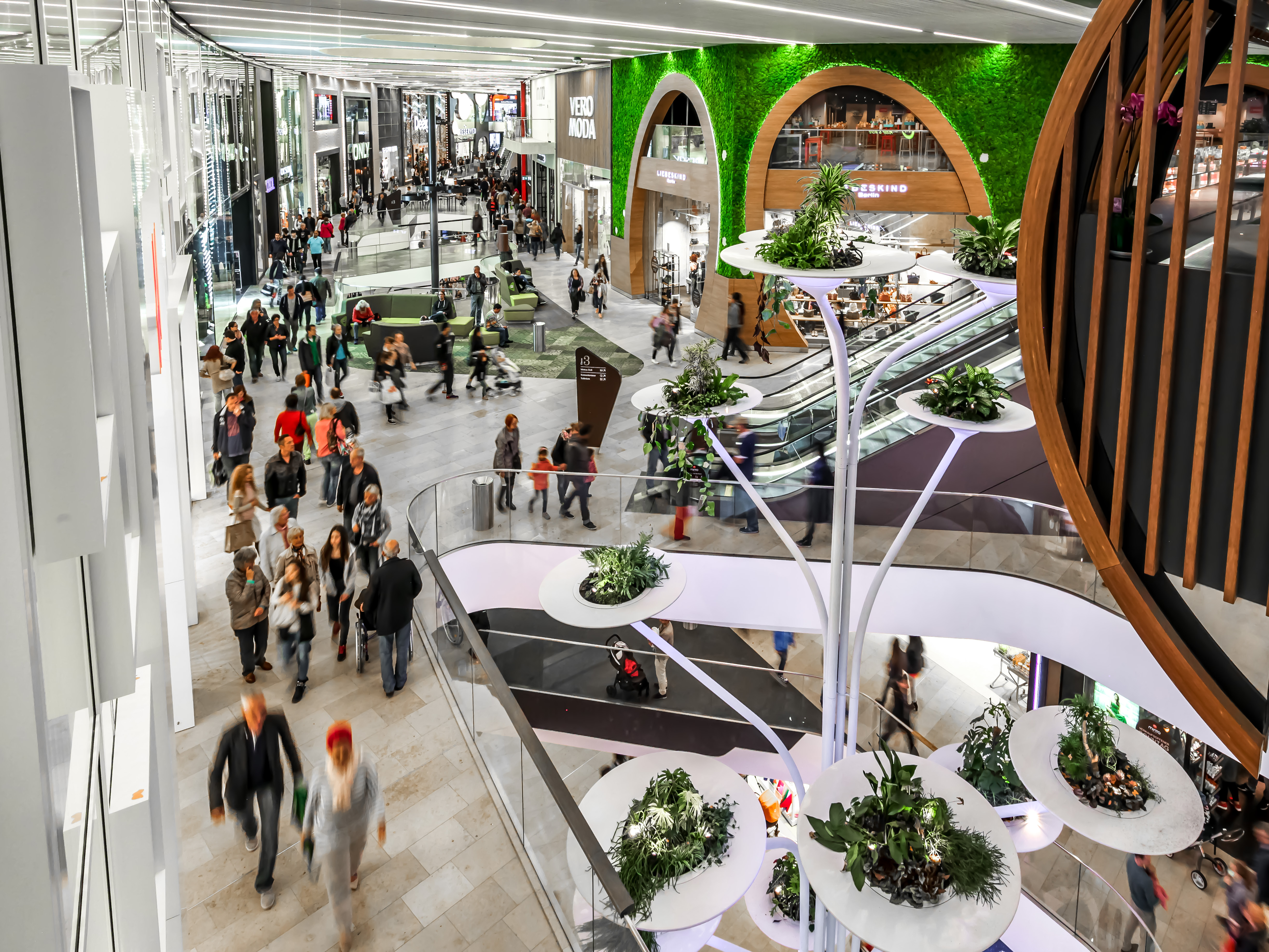
Einkaufspassage mit zweigeschossigen Fassaden sowie Green Point und Diner’s Tree

Das Minto ist ein viergeschossiger Stahlbetonbau mit zusätzlichem Souterraingeschoss, überwiegend aus Ortbeton mit vorgehängten Fassadenelementen im Stil der zeitgenössischen Postmoderne. Das Gebäude befindet sich auf einem ca. 14.000 m² großen Grundstück, dessen Gefälle einen ebenerdigen Zugang in drei Geschosse ermöglicht und einige Bestandsgebäude entlang der Hindenburgstraße in geschlossener Bebauung u-förmig umschließt. Es verfügt dabei auf sieben Ebenen über 41.864 m² Nutzfläche. Auf einem Kellergeschoss befinden sich vier Ebenen (1. EG, 2. EG 3. EG u. 1. OG) mit insgesamt 26.000 m² Einzelhandelsfläche. Auf Ebene 5 (2. OG) und auf dem Dach, der Ebene 6, sind Parkplätze untergebracht. Zusätzlich besteht ein Zugang zu dem alten Theatergalerie-Parkhaus, an das einseitig angebaut wurde. Die Brutto-Grundfläche beträgt 81.266 m².
Der von dem Hamburger Architekturbüro Heine Planungsgesellschaft geplante Baukörper ist mit geschwungenen Linien sowie abgerundeten Ecken geschossweise auskragend oder zurückspringend stark horizontal gegliedert. Die Einzelhandelsflächen werden über eine mehrgeschossige Mittelmall mit offenen Galerien erschlossen. Verschiedene Lichthöfe versorgen dabei den Kernbereich mit Tageslicht. Die Läden der dritten Ebene sind innen größtenteils zweigeschossig als Maisonette mit bis zu 8 m hohen Innenfassaden angelegt.
Die äußeren Fassaden bestehen aus Glasfassaden-Elementen in Pfosten-Riegel-Bauweise sowie vertikalen Lamellenbändern vor schwarzem Glattblech. Grundelement sind dabei 1,40 m hohe vertikale Keramik-Lamellen in elf unterschiedlichen Farbtönen von Altweiß, Grau, Ocker, Rotbraun bis Braun, die gestalterisch in der Tradition des regional typischen Feldbrandklinker stehen. Der Fassadenentwurf ist das Ergebnis eines Architekturwettbewerbes und stammt von dem Planungsbüro kadawittfeldarchitektur aus Aachen. Bei der endgültigen Materialwahl wurden verschiedene Muster getestet und dabei auch Taubenexperten zurate gezogen.
Die Innenraumgestaltung entwarf das Düsseldorfer Designstudio kplus konzept auf Basis des von mfi entwickelten Vier-Sterne Konzeptes. Das Leitmotiv war dabei: Sich wie zu Hause fühlen. Zur Umsetzung wurden neben einem Leitsystem und Ruhezonen fünf etagenübergreifende, multisensorische Highlight Fassaden entworfen. Die Fassaden mit den Namen Glamour Walk, Frame Yourself, Noble Sensation, Fluid Flow sowie die begrünte Fassade Green Point sollen nach eigener Beschreibung durch eine synästhetische Kombination von Materialien, Sound- und Duftdesign unterschiedliche multisensorische Einkaufserlebnisse bieten. Zusätzlich wurde ein neuartiges Food-Court Konzept  übernommen und dazu vier Themenbereiche (Küche, Wohnzimmer, Wintergarten oder Bibliothek) entworfen, in denen die Kunden der 11 umliegenden Gastro-Counter speisen können. Natürliche Materialien, organische Formen und Natur-Klanglandschaften kennzeichnen insgesamt das Interior Design.
Im zentralen Lichthof befindet sich der Diner’s Tree, eine 18 Meter hohe baumähnliche Skulptur des französischen Künstlers Alexis Tricoire, bestehend aus zahlreichen Tellern und üppiger Begrünung. Er hat die Aufgabe eine vertikale Verbindung über alle vier Ebenen hinweg zu schafften und Gäste intuitiv zu den verschiedenen gastronomischen Angeboten zu führen.
Der Bau wurde mit dem Gütesiegel für nachhaltiges Bauen in Platin zertifiziert. Am Ende betrugen die Gesamtbaukosten 210 Millionen Euro.

## Öffentliche Kontroverse
Das Einkaufszentrum war bereits ab 2006 bei der Vorstellung der ersten Pläne Gegenstand einer breiten öffentlichen Diskussion. Kritiker befürchteten, dass das Einkaufszentrum für Leerstände in der Fußgängerzone Hindenburgstraße sorgen werde. Auch wurden die Angaben zu den Verkaufsflächen und die von den Befürwortern erhoffte überregionale Anziehungskraft angezweifelt. Ebenso wurde der städtebauliche Aspekt diskutiert. Ein Rechtsgutachten des Fachanwaltes im Vergabe- und Europarecht Arnold Boesen kam 2007 zu dem Ergebnis, dass der Verkauf des alten Finanzamtsgebäudes an die ECE durch das Land Nordrhein-Westfalen ohne europäische Ausschreibung rechtswidrig war, was den Rat der Stadt Mönchengladbach veranlasste, zur Vermeidung von Konkurrentenklagen, eine europaweite Ausschreibung des HDZ-Projektes durchzuführen. Beim Verkauf der mfi an Unibail-Rodamco wurden Nachverhandlungen mit finanziellen Nachteilen für die Stadt befürchtet, zudem wurde das Ergebnis des Namenswettbewerbes sowie die Umbenennung der Viersener Straße in Am Minto kritisiert.
Zu den Kritikern aufseiten der Politik zählten vor allem die Fraktionen der Grünen und Die Linke. Auch die Stadt Korschenbroich meldete Bedenken an. Vor allem Bernhard Weyers, Sprecher der Lichthof-Eigentümer, und der Viersener Unternehmensberater Winfried Tackenberg plädierten öffentlich gegen das Projekt. Die ECE fühlte sich am Ende im Verfahren nach eigenen Angaben „an die Wand gedrängt“ und behielt sich rechtliche Schritte vor.
Das Citymanagement Mönchengladbach bewertete im September 2015 das Minto als großen Erfolg und Imagegewinn für die Stadt. Kritisch gesehen wurden aber Leerstände in der Hindenburgstraße und die 43 unterschiedlichen Öffnungszeiten der Geschäfte in der Innenstadt. Ein Jahr nach der Eröffnung erschien das Minto erfolgreich und in der Bevölkerung angenommen. Täglich besuchten bis zu 35.000 Kunden das Minto, davon etwa vier Prozent aus den Niederlanden.
2016 vereinbarten das Centermanagement und die Prinzengarde der Stadt Mönchengladbach eine Kooperation, um karnevalistische Veranstaltungen in und um das Minto gemeinsam durchzuführen. Laut Einzelhandelsausschuss der Industrie- und Handelskammer Mittlerer Niederrhein vom Juli 2016 ist das Minto ein großer Gewinn. In zwei Randbereichen der Fußgängerzone hatte die Leerstandsquote zugenommen.